# Bowie (Arizona)
Bowie è un census-designated place (CDP) e una comunità non incorporata degli Stati Uniti d'America, situato in Arizona, nella contea di Cochise.